# Mehrfamilienhaus Rotonda

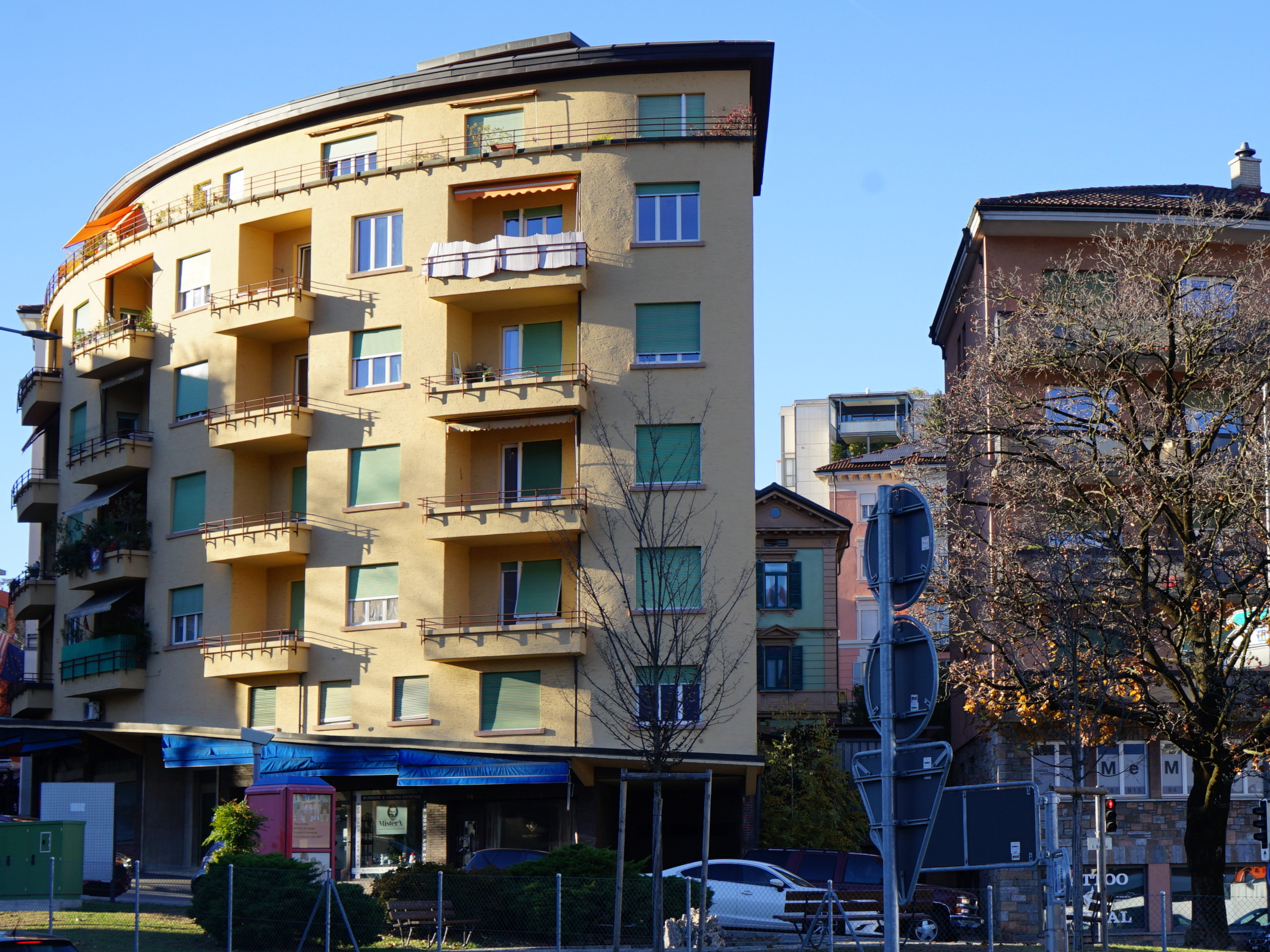
«Casa Rotonda», 2023 (links)

Das Mehrfamilienhaus Rotonda (italienisch Casa d’appartamenti Rotonda oder Casa Rotonda) in Lugano im Kanton Tessin in der Schweiz wurde 1934/1935 errichtet. Das Wohn- und Geschäftshaus im Stil der Neuen Sachlichkeit steht als Kulturgut unter Denkmalschutz.

## Lage
Das Bauwerk befindet sich im Quartier Besso westlich des Bahnhofs der SBB. Es liegt an der Via Romeo Manzoni 8 und schliesst die Piazza Besso nach Norden ab. Die Strasse steigt nach Nordwesten an. Das benachbarte Wohnhaus im Osten nimmt die Rundung des Strassenzugs auf.

## Entwurf und Beschreibung

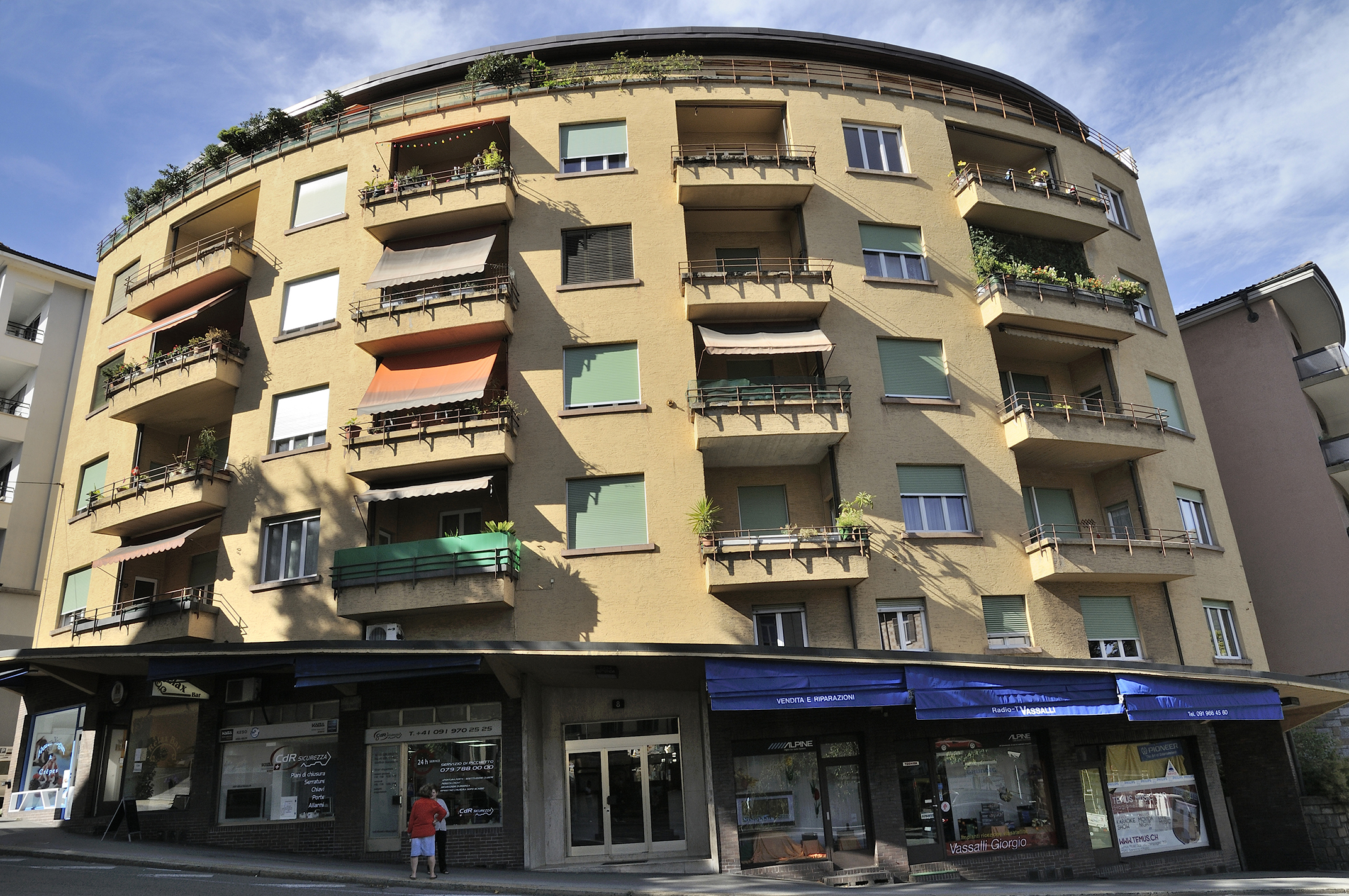
Gesamtansicht, 2013

Der Entwurf ist das erste der Hauptwerke des Luganeser Architektenbüros H. & S. Witmer-Ferri des Ehepaars Hans Witmer und Silvia Witmer-Ferri. Das Bauwerk wurde in den Jahren 1934 bis 1935 errichtet. Es gehört zu den fünf bedeutenden Mehrfamilienhäusern, die in Lugano im Stil der Neuen Sachlichkeit vor 1940 errichtet wurden. Die Casa Rotonda ist ortsbildprägend und gilt als «ein Wahrzeichen Luganos». Sie ist unter der Nummer 11965 in das Schweizerische Inventar der Kulturgüter von regionaler Bedeutung (Kategorie B) eingetragen.
Das Gebäude folgt der Rundung des ansteigenden Strassenzugs. Über dem Vordach des abgetreppten Ladengeschosses erheben sich im Osten fünf, im Westen vier Obergeschosse. Den Abschluss bildet ein rückspringendes Attikageschoss mit Flachdach. Das Gebäude ist etwa 35 Meter lang und hat neun Fensterachsen. Die Strassenfassade des schlichten, nicht weiter verzierten Putzbaus wird durch vier Rücksprünge, denen Balkone vorgesetzt sind, rhythmisiert.

## Belege
1. ↑  Fondo 008 – Hans Witmer e Silvia Witmer-Ferri 1907–1986/1907–1993. In: fondazioneaat.ch. Abgerufen am 31. Dezember 2023 (italienisch).
2. ↑  Paolo Fumagalli: Il collettivo in Ticino. In: Espazium . 12. Oktober 2015 (La casa per appartamenti; italienisch).
3. ↑  Evelyne Lang Jakob: Silvia Witmer-Ferri. In: Historisches Lexikon der Schweiz.  14. November 2013.
4. ↑  Entwurfszeichnung der Casa Rotonda von 1934. In: fondazioneaat.ch.

Koordinaten: 46° 0′ 21,2″ N, 8° 56′ 41,1″ O; CH1903: 716665 / 96044